# Synxenidae
Synxenidae (лат.) — семейство двупарноногих многоножек (Diplopoda) из отряда Polyxenida.

## Описание
Мелкие многоножки с длиной тела 2,4 — 5,0 мм и пучками щетинок. Взрослые особи большинства видов этого семейства имеют 17 пар ног, но у двух видов (Condexenus biramipalpus и Phryssonotus brevicapensis) они имеют только 15 пар ног. Последние две пары ног изменены для небольших прыжков.

## Систематика
2 (или 3) рода и около 10 видов. Семейство Synxenidae в 1948 году было выделено в надсемейство Synxenoidea. Первоначально семейство было основано на роде Synxenus Silvestri, 1900, который включал несколько современных видов, но позже Конде (Condé, 1954) синонимизировал его с ископаемым родом Phryssonotus Scudder, 1885. Среди ископаемых видов Phryssonotus hystrix (Menge, 1854) из эоценового балтийского янтаря, Phryssonotus burmiticus (Cockerell, 1917) (Rasnitsyn & Golovatch 2004) из мелового бирманского янтаря и Phryssonotus sp. (Nguyen & Azar 2004) из французского янтаря.
- Condexenus Nguyen Duy-Jacquemin, 2006[7]
- Phryssonotus Scudder, 1885
  - =Koubanus  Attems, 1928
  - =Kubanus  Attems, 1926
  - =Lophonotus  Menge, 1854
  - =Synxenus Silvestri, 1900
- ?Schindalmonotus Attems, 1926[8] (Schindalomonotinae Verhoeff, 1939, или синоним рода Phryssonotus)[9]